# Davis Elkins
Davis Elkins (24 janvier 1876, Washington - 5 janvier 1959, Richmond) est un homme politique américain.

## Biographie
Petit-fils de Henry Gassaway Davis et beau-père du duc Louis-Amédée de Savoie (marié à sa sœur Kitty Elkins), il est élève de la Phillips Academy et de l'Université Harvard. Il participe à la Guerre hispano-américaine.
Homme d'affaires, il a des intérêts dans les chemins de fer, la banque, les mines, etc. Il est propriétaire de la Washington and Old Dominion Railroad Company (en) de 1936 à 1956.
Durant la Première Guerre mondiale, il sert en France de 1917 à 1918.
Il est membre de la Sénat des États-Unis en 1911, puis de 1919 à 1925. Au sénat, il est président du Committee on Expenditures in the Department of Commerce.

## Sources
- (en) Cet article est partiellement ou en totalité issu de l’article de Wikipédia en anglais intitulé « Davis Elkins » (voir la liste des auteurs).
- Notices d'autorité :   - VIAF
  - LCCN
  - WorldCat
- Ressource relative à la vie publique :   - Biographical Directory of the United States Congress